# Gare de Calella
La gare de Calella est une gare ferroviaire de la ligne de Barcelone à Maçanet-Massanes. Elle est située sur la Carrer d'Anselm Clavé, sur la zone côtière du territoire de la commune de Calella, dans la comarque du Maresme, en Espagne.
Ouverte en 1859, c'est une gare de l'Administrador de infraestructuras ferroviarias (ADIF), desservie par les trains de la ligne R1 des Rodalies de Barcelone, exploités par la Renfe.

## Situation ferroviaire
La gare de Cabella est située au point kilométrique (pk) 48,7 de la ligne de Barcelone à Maçanet-Massanes.

## Histoire
La gare de Cabella, sur ligne Mataró, est mise en service en 3 décembre 1859, avec le prolongement de la ligne Mataró d' Arenys de Mar à Tordera. Il s'agissait de la deuxième extension du chemin de fer de Barcelone à Mataró, la première ligne ferroviaire de la péninsule ibérique, construite en 1848.
En 1971, le nouveau bâtiment voyageurs est ouvert au service, en remplacement de celui d'origine. Un passage piétons souterrain entre les quais est ouvert en 2000. En 2010, les installations sont reprises avec notamment l'installation d'ascenseurs, notamment dans les passages souterrain, le prolongement du quai n°2 et une rénovation du bâtiment voyageurs.

## Service des voyageurs

### Accueil
La gare dispose d'un bâtiment voyageurs, à un étage, avec guichet et automates pour l'achat de titres de transport. Une cafétéria est présente. Elle dispose de deux quais accessibles par deux passages souterrains équipés d'escaliers et d'ascenseurs. Les quais sont desservis par les voies 1, 2 et 3. La voie 1 est celle de la ligne.

### Desserte
Calella est desservie par des trains de la ligne R1 des Rodalies de Barcelone.

Installations et desserte
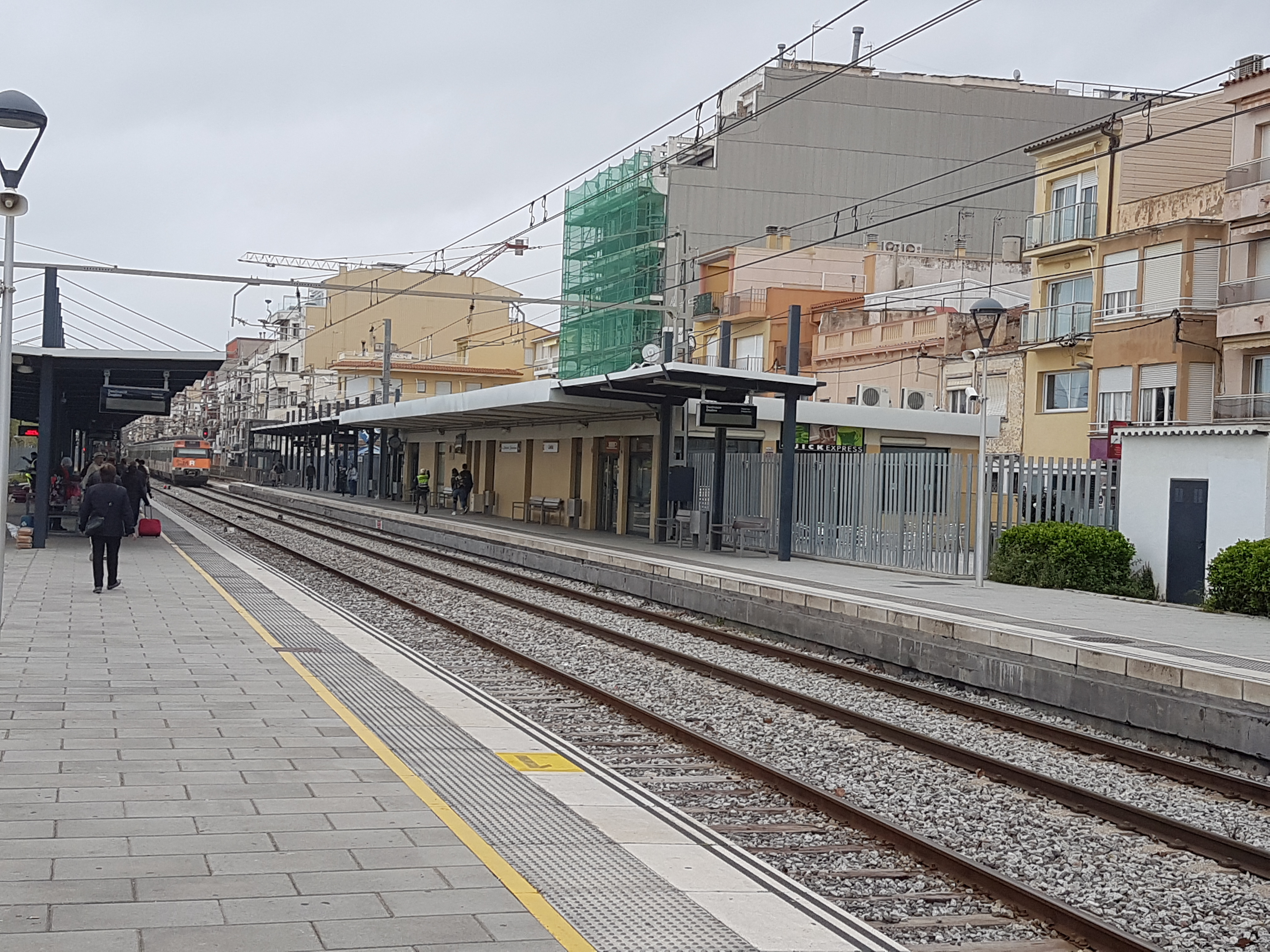
En 2018.
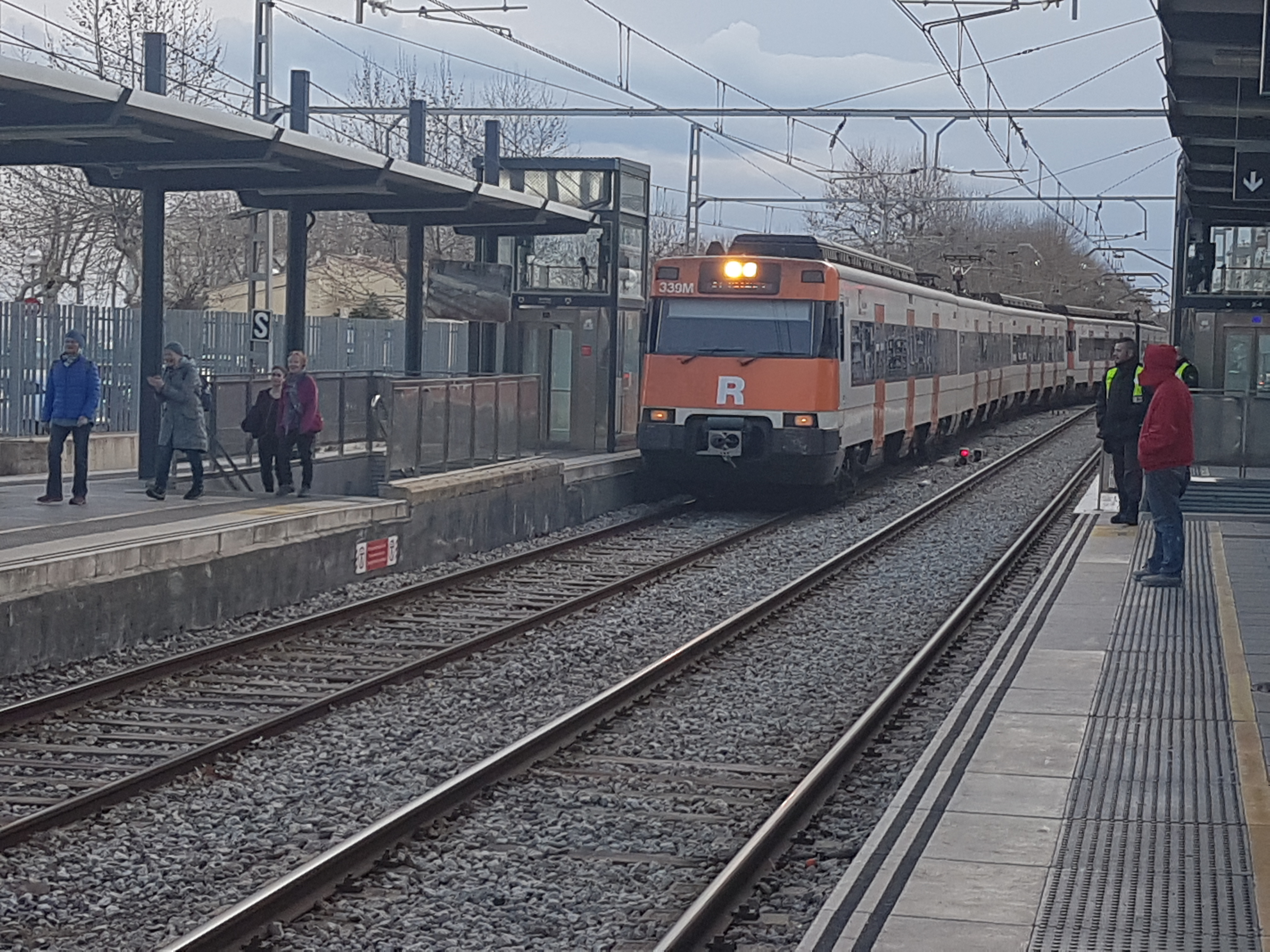
En 2018.
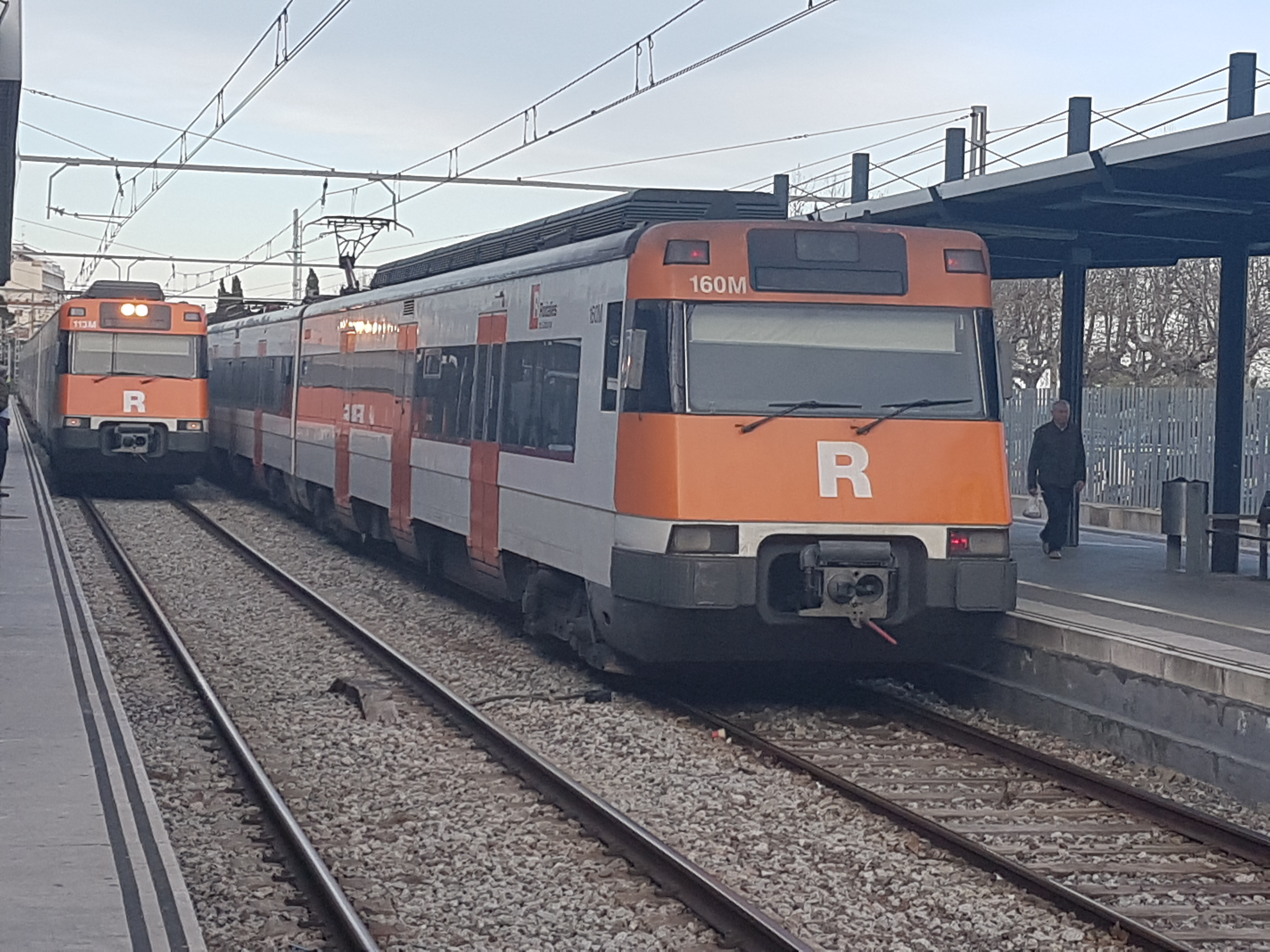
En 2018.

### Intermodalité
Un parking pour les véhicules est aménagé à proximité.